# NBA 2K3
《NBA 2K3》是一款由Visual Concepts公司制作、Sega Sports发行的篮球类电子游戏。本游戏于2002年10月7日首先发行。游戏在索尼PlayStation 2、Gamecube和Xbox发行。本游戏是NBA 2K系列的第4作。
费城76人队的艾倫·艾佛森成为封面人物。
游戏收到普遍赞誉的评价。《EGN》给予本游戏9/10的分数。